# Olha o Que o Amor Me Faz
"Olha o que o Amor Me Faz" é uma canção gravada pela dupla pop brasileira Sandy & Junior, lançada como quinto e último single do álbum As Quatro Estações (1999). A faixa foi composta por Sandy em colaboração com Sergio Carrer, sendo a mesma, junto com a canção "As Quatro Estações", a primeira vez que uma composição da artista entra para um de seus álbuns. A canção foi selecionada para entrar na turnê Quatro Estações e recebeu citações de "All by Myself", canção originalmente gravada por Eric Carmen na década de 1970. A versão de estúdio possui apenas uma citação instrumental de "All by Myself".
A canção foi incluída na trilha sonora da telenovela O Cravo e a Rosa (2000). Um single promocional foi enviado as rádios, contendo apenas a versão do álbum.

## Composição
"Olha o Que o Amor Me Faz" era, inicialmente, um poema escrito por Sandy. Ela colaborou com o produtor musical Sergio Carrer para torná-lo uma canção, que foi uma das últimas a entrarem no álbum As Quatro Estações. Carrer falou sobre o processo de composição da faixa: "Estávamos terminando o disco [As Quatro Estações] quando a Sandy veio com um poema escrito e perguntou se dava para fazer uma música e eu disse que sim. Criamos a linha harmônica, a linha melódica, um refrãozinho, e assim nasceu Olha o Que o Amor Me Faz." Na época em que álbum foi gravado, Sandy era fã da cantora Céline Dion, e uma citação instrumental da versão de Dion para "All by Myself" (1997) foi incluída em "Olha o Que o Amor Me Faz". Numa análise à carreira da dupla, o G1 comentou sobre a canção: "Apesar de mostrar uma voz amadurecendo e um ímpeto criativo, [Sandy] só segue a cartilha do pop romântico da época."

## Certificações
| País / Provedor            | Certificações | Vendas  | Notas                                  |
| -------------------------- | ------------- | ------- | -------------------------------------- |
| Brasil (Pro-Música Brasil) | Ouro          | 40.000+ | Versão ao vivo do álbum Nossa História |